# Somethin's Happening
Somethin's Happening is het derde studioalbum van de Engelse singer-songwriter Peter Frampton. Het werd op 20 oktober 1974 door A&M Records uitgebracht. Op het album speelde toetsenist Nicky Hopkins mee. Het album bereikte de 125ste positie in de Billboard 200 Album Chart.

## Tracklist
Alle muziek en teksten zijn geschreven door Peter Frampton, tenzij anders aangegeven. 
| 1.                 | Doobie Wah (Frampton/John Down/Rick Wills) | 4:04 |
| 2.                 | Golden Goose                               | 5:30 |
| 3.                 | Underhand                                  | 3:39 |
| 4.                 | I Wanna Go to the Sun                      | 7:29 |
| 5.                 | Baby (Somethin's Happening)                | 4:46 |
| 6.                 | Waterfall                                  | 6:00 |
| 7.                 | Magic Moon (Da Da Da Da Da!)               | 3:49 |
| 8.                 | Sail Away                                  | 7:32 |
| Totale duur: 42:45 |                                            |      |

## Bezetting
- Peter Frampton - basgitaar, gitaar, keyboard, drums, percussie, zang
- Andy Bown - piano, toetsen, harp, accordeon, keyboards, gitaar, zang
- Rick Wills - basgitaar
- John Siomos - drums, percussie

### Gastmuzikanten
- Nicky Hopkins - piano, toetsen, harp, gitaar, accordeon, keyboard, gitaar, zang